# Czuwaszskaja Sorma
Czuwaszskaja Sorma (ros. Чувашская Сорма) – wieś (sieło) w Rosji, w Czuwaszji, w rejonie alikowskim. W 2010 liczyła 177 mieszkańców.